# Klupki
Klupki – osada w Polsce położona w województwie małopolskim, w powiecie limanowskim, w gminie Mszana Dolna.
W latach 1975–1998 miejscowość administracyjnie należała do województwa nowosądeckiego.